# Медзяново
Медзяново (пол. Miedzianowo) — село в Польщі, у гміні Домброва-Білостоцька Сокульського повіту Підляського воєводства.
Населення — 131 особа (2011).
У 1975—1998 роках село належало до Білостоцького воєводства.

## Демографія
Демографічна структура станом на 31 березня 2011 року:
|          | Загалом | Допрацездатний вік | Працездатний вік | Постпрацездатний вік |
| -------- | ------- | ------------------ | ---------------- | -------------------- |
| Чоловіки | 59      | 9                  | 36               | 14                   |
| Жінки    | 72      | 21                 | 28               | 23                   |
| Разом    | 131     | 30                 | 64               | 37                   |